# جوردانا سورنتینو
جوردانا سورنتینو (ایتالیایی: Giordana Sorrentino؛ زادهٔ ۲۷ آوریل ۲۰۰۰) بوکسور اهل ایتالیا است.
وی در مسابقات کشوری و بین‌المللی در مجموع برندهٔ ۱ مدال طلا، ۱ مدال نقره، ۱ مدال برنز شده‌است.